# Santi Pietro e Paolo d’Agrò

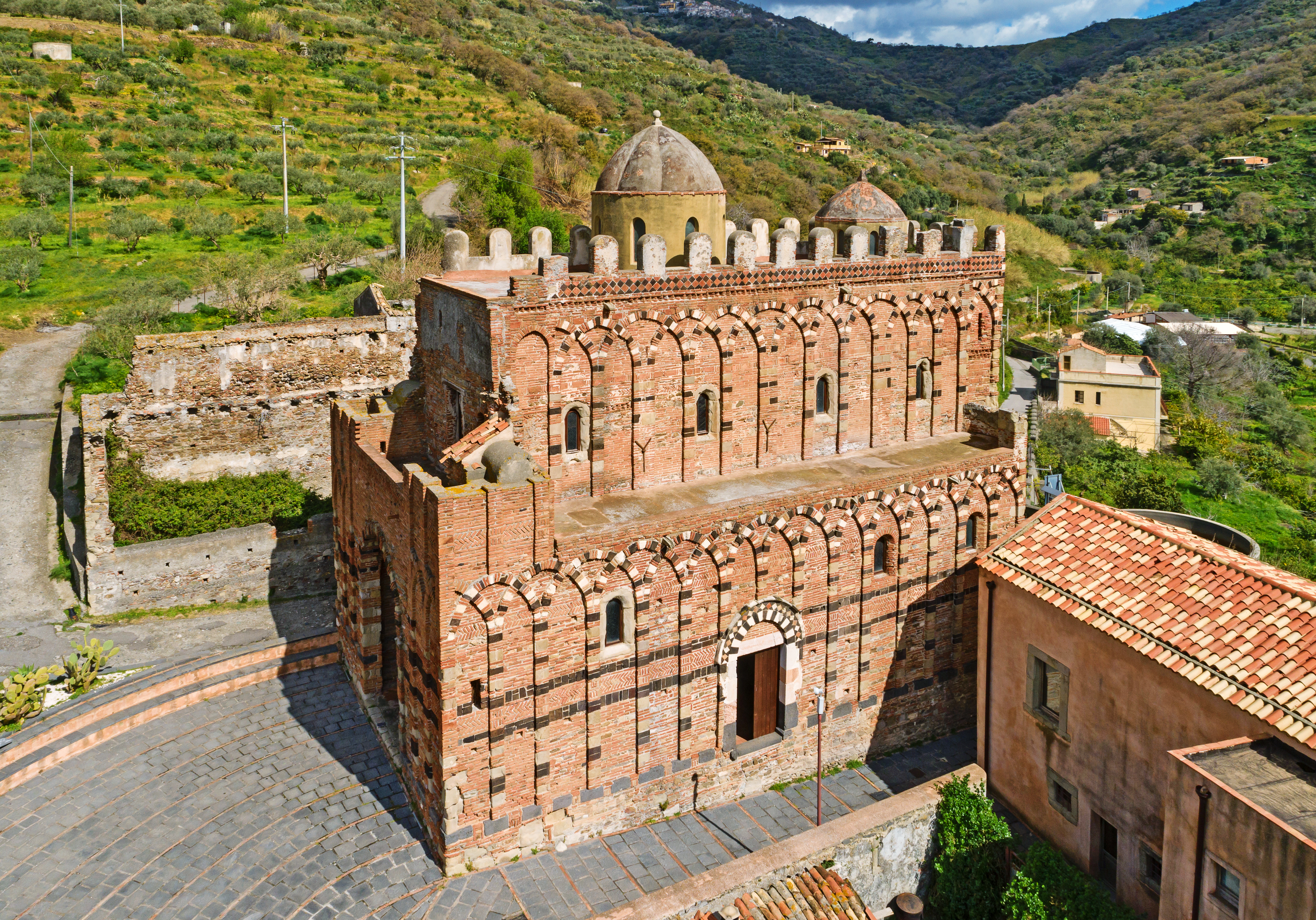
SS. Pietro e Paolo

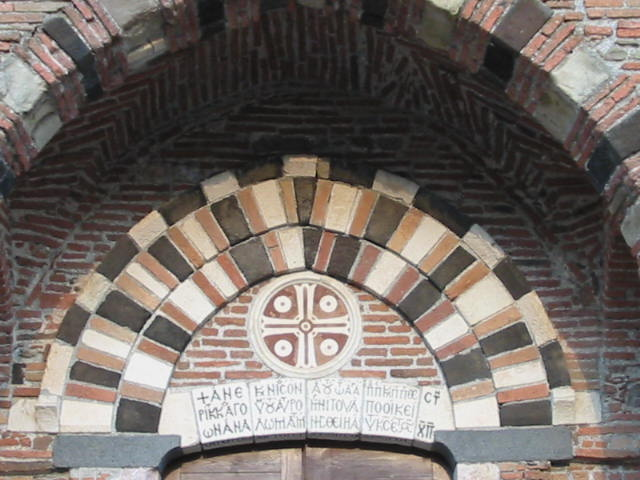
SS. Pietro e Paolo

Die Kirche Santi Pietro e Paolo d’Agrò ist ein Kirchengebäude in Casalvecchio Siculo auf Sizilien. Das Gebäude befindet sich in leichter Hanglage etwas oberhalb des Agrò.

## Geschichte
Die Kirche wurde 1116/1117 errichtet, anstelle eines bei Kämpfen zwischen islamischen und christlichen Herrschern zerstörten Vorgängerbaus aus dem 6. Jahrhundert. Sie gehörte zu einem Basilianerkloster, dem Roger II. auf Bitten des Abtes Gerasimos zur Finanzierung des Wiederaufbaus 1116 Besitz übertrug. 1131 wurde das Kloster dem Archimandritat San Salvatore unterstellt, behielt aber eigene Äbte bei. 1172 waren die Reparaturen der Schäden, die das Erdbeben von 1169 angerichtet hatte, beseitigt, wovon eine griechische Inschrift berichtet, die bereits Antonino Salinas 1885 veröffentlicht hat.

## Gebäude
Die Außenmauern aus roten Ziegel- , hellen Kalk- und schwarzen Lavasteinen werden durch Lisenen gegliedert, die sich oben teilen und in ein Kreuzbogenfries übergehen. Den oberen Abschluss des Baus bilden Zinnen. 

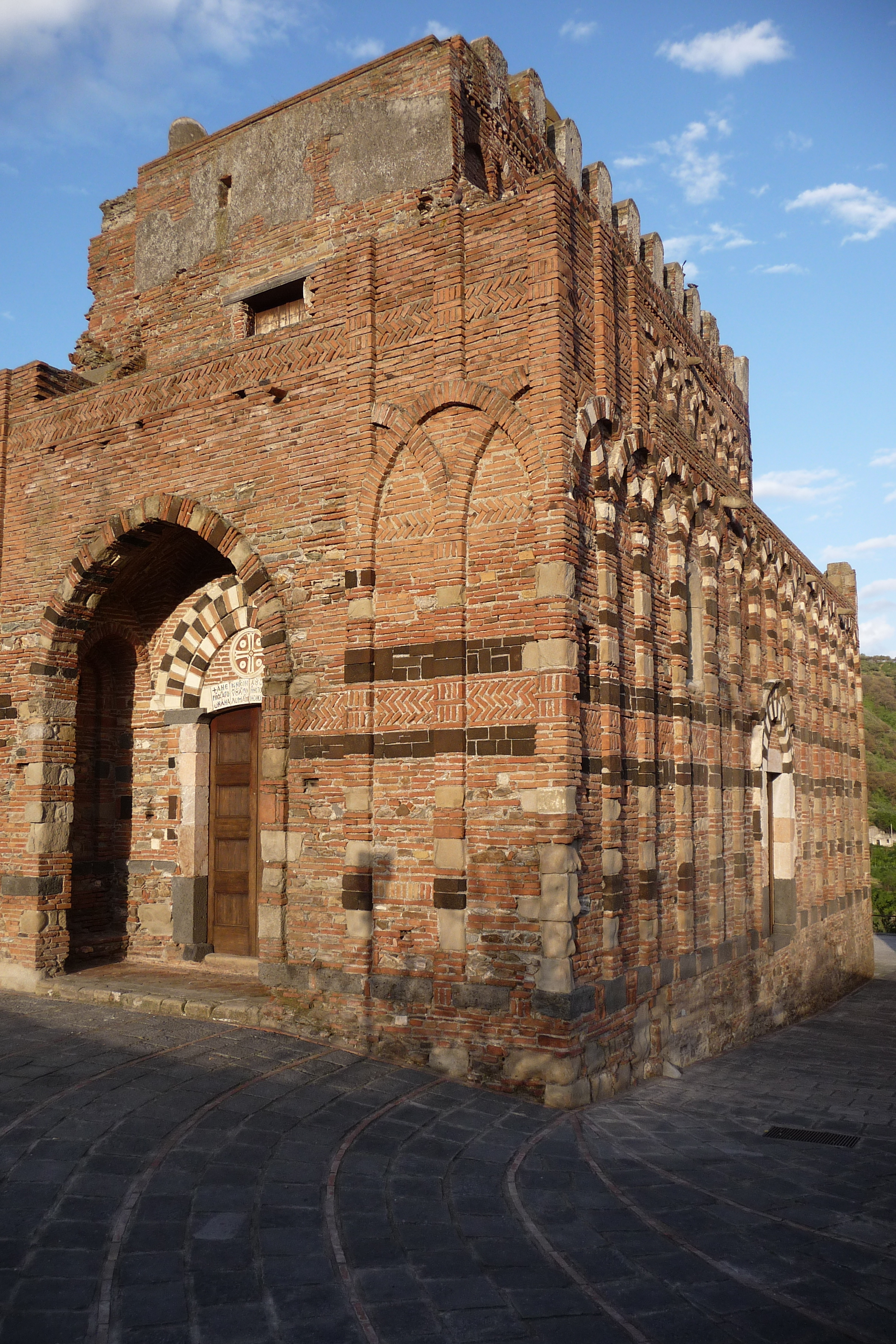
SS Pietro e Paolo d'Agro

Im Inneren folgen auf einen Narthex der Zentralbau in Form eines griechischen Kreuzes und der Altarraum. Der Zentralraum wird von einer größeren, der Altarraum von einer kleineren Kuppel überwölbt. 